# Trainingsacteur
Een trainingsacteur is een acteur die ingezet wordt binnen vaardigheidstrainingen om een specifieke doelgroep (vaak professionals) middels een rollenspel/simulatie hun handelen te laten oefenen op typische of lastige situaties met derden. Een trainingsacteur werkt vaak samen met een trainer die op zijn beurt het theoretische deel van de training aan de doelgroep verzorgt.
Het trainingsacteren is een gespecialiseerde discipline binnen de branches van dramadocenten en acteurs waaronder het laatst genoemde ook de meer algemeen bekende theater- en filmacteurs voorkomen. Hoewel deze acteurs uit de kunst-, cultuur- en entertainmentsector ook wel eens als trainingsacteur dienst doen is een professioneel trainingsacteur werkelijk gespecialiseerd in het acteren voor (ped)agogische doeleinden binnen interactieve vaardigheidstrainingen voor professionals.

## Ontstaansgeschiedenis
Het vak van de trainingsacteur is in de jaren zeventig van de twintigste eeuw bij de politieacademie ontstaan, toen er klachten kwamen over het optreden van agenten bij het uitdelen van bekeuringen: de Nederlandse gemeenschap begon zich tegen de toen gebruikelijke “stem van het Gezag” te keren.
In 1978 werd in opdracht van het Ministerie van Binnenlandse Zaken onderzocht hoe agenten beter met deze situatie moeten kunnen omgaan. Hiervoor werd het rollenspel gebruikt waarbij de agent en burger beide door agenten zelf gespeeld werden. Het bleek dat het de agenten moeilijk afging om in de rol van burger in te leven dus werden hiervoor acteurs ingehuurd, wat toen veel beter verliep. Op basis van deze eerste ervaringen werd een trainingsprogramma ontwikkeld met de focus op hoe om te gaan met emoties en agressie in bekeuringssituaties, gevolgd door de thema’s conflicthantering, buren- en echtelijke ruzies.
Naar Amerikaans voorbeeld werden tussen de rollenspelen ook instructiefilms (met acteurs) getoond. Het programma werd daarna van de politieacademies uitgebreid naar de politiescholen en politiekorpsen.
Ook werd een workshop rond politieoptreden bij gezinsproblemen ontwikkeld, waar in gesimuleerde situaties acteurs de gezinsleden speelden. De trainingen werden tot slot gecompleteerd met een crisisinterventie programma.
Hoewel de trainingsacteur tot de jaren 1990 vooral een nevenactiviteit was, werd het vak sindsdien geprofessionaliseerd toen de eerste opleidingen tot trainingsacteur werden geopend. In 2001 werd de Vereniging van Trainingsacteurs (NVVT) opgericht. Anno 2014 is de trainingsacteur een typisch Nederlands fenomeen, waar trainingsacteurs door ca. 50% van het bedrijfsleven in alle sectoren worden ingezet (naast de politie bijvoorbeeld ook Defensie, UWV, Nederlandse Spoorwegen, maar ook banken, verzekeraars, zorg en de zakelijke dienstverlening).

## Type trainingen
Een trainingsacteur verzorgt een training meestal samen met een 'trainer'. De trainer is de specialist die het trainingsprogramma presenteert, theoretisch invult en het groepsproces begeleidt. De doelgroep wordt dan eerst theoretisch ingewerkt op het onderwerp van de cursus, voordat het praktische deel, het rollenspel en/of de simulatie met de trainingsacteur, wordt uitgevoerd.
Mede wanneer beroepsgroepen zich moeten harnassen tegen de realiteit van nieuwe maatschappelijke ontwikkelingen, worden er trainingen en bijscholingscursussen ontwikkeld  waarin de professional kan oefenen in het adequaat omgaan met nieuw ontstane situaties en behoeften. Simulaties en/of het rollenspel met gebruikmaking van trainingsacteurs is hierbij een veel gebruikte methode.
Typische trainingen en bijscholingscursussen waar trainingsacteurs worden ingezet betreffen cursussen/trainingen in de omgang met agressie:
- Training van cipiers in hun omgang met agressieve dan wel gewelddadige delinquenten.
- Training van agenten in het omgaan met huiselijk geweld.
- Training van hulpverleners in het omgaan met agressieve patiënten en/of omstanders.

Op het gebied van criminaliteit/terrorisme-bestrijding is er de training van agenten in het opsporen van criminelen/terroristen op basis van gedragsherkenning.
In de medische sector worden ook diverse interactieve trainingen aangeboden aan de hand van trainingsacteurs. Zoals een training van medisch personeel in het voeren van slechtnieuwsgesprekken en het omgaan met de daarbij gepaard gaande emoties van patiënten en/of familieleden is er een van.
Een ander type trainingsacteur is de zogenaamde trauma-acteur (Simulant Civiele en Militaire Traumatologie) of een 'Lotus-slachtoffer'. Een dergelijke acteur is gespecialiseerd in het acteren van fysiek en/of mentaal gewonde slachtoffers voor training van eerste hulpverlening tot rampscenario's. Een trauma-acteur of Lotus-slachtoffer wordt ingezet bij training van hulpverleners zoals brandweer, eerste hulp, en politie. Trauma-acteurs worden ook veel ingezet bij medische opleidingen binnen Defensie.
Het verschil tussen beiden is dat een trauma-acteur vaak grotere letsels kan grimeren (schotwonden, half-amputaties, aangezichtsletsel) en langere scenario's speelt dan een Lotus die meer opgeleid is tot wat meer huishoudelijke letsels (snijwond, splinter, kneuzing) en ziektebeelden zoals epilepsie, diabetes, CVA. 
Niet alleen overheidsdiensten, ook in de commerciële sector wordt gebruik gemaakt van de trainingsacteur. Personeel in de horeca en in de detailhandel wordt bijvoorbeeld getraind op hoe adequaat te reageren op overvallen. Ook worden minder dramatische trainingen verzorgd, zoals hoe om te gaan met lastige cursisten gedurende een hondentraining.
Bij training en beoordeling van specifieke doelgroepen worden trainingsacteurs ingezet om realistische situaties te simuleren. Zo werd in het NCRV tv-spelprogramma Slag om Pampus, trainingsacteurs ingezet om deelnemers te trainen en screenen op hun geschiktheid voor het programma.

## Trainingsacteurs in Nederland
Nederland kent sinds de zeventiger jaren van de twintigste eeuw de trainingsacteur. Anno 2014 waren er minstens 15 trainingsacteurburo's en waren er tussen de 1500 en 5000 parttime/fulltime trainingsacteurs werkzaam in Nederland. Hiervan zijn er zo'n driehonderd lid van de NVVT, een belangenorganisatie voor de trainingsacteur. Van de trainingsacteurs in Nederland hebben de volgenden een eigen Wikipedia-artikel:
| A-C - Ingeborg Ansing - Sanneke Bos - Victor Brands - Laurent Chamuleau - Sinan Cihangir | D-R - Lizelotte van Dijk - Paul Donkers - Arthur Geesing - Betje Koolhaas - Jaap Postma - Esther Drenthe | S-Z - Iris Stobbelaar - Devika Strooker - Bert Wagenaar van Kreveld - Marline Williams |